# Anila ornithopodioides
Anila ornithopodioides là một loài thực vật có hoa trong họ Đậu. Loài này được (Schltdl. & Cham.) Kuntze mô tả khoa học đầu tiên năm 1891.